# Burundi Sport Dynamik New Look
Burundi Sport Dynamik New Look hay gọi tắt Sports Dynamic là một câu lạc bộ bóng đá Burundi đến từ Bujumbura. Sân nhà của họ là Sân vận động Hoàng tử Louis Rwagasore có sức chứa 22.000 chỗ ngồi.
Năm 1972, đội bóng giành chức vô địch Giải bóng đá ngoại hạng Burundi.

## Danh hiệu
- Giải bóng đá ngoại hạng Burundi: 1972

## Thành tích ở các giải đấu CAF
- Cúp các câu lạc bộ vô địch châu Phi: 1 lần tham gia

Cúp các câu lạc bộ vô địch châu Phi 1973 – Vòng Một